# Luis de La Cruz y Ríos
Luis de la Cruz y Ríos – hiszpański malarz pochodzący z Teneryfy.
Początkowo uczył się w pracowni ojca Manuela Antonia de la Vera Cruz, który był malarzem. Tworzył na Teneryfie, później przeniósł się na Gran Canaria, aby pracować w katedrze. W 1815 r. został mianowany nadwornym malarzem króla Ferdynanda VII i przeniósł się na półwysep. Pracując na dworze wyróżnił się jako portrecista i miniaturzysta; Ferdynand VII chętnie obdarowywał swoich gości jego miniaturami. Swoje ostatnie lata spędził w Andaluzji, gdzie był nauczycielem pejzażysty Carlosa de Haes.

## Wybrane dzieła
- Retrato de la reina María Josefa Amalia de Sajonia
- Retrato de Fernando VII
- Retrato de María Francisca de Braganza
- Carlota Joaquina de Borbón, reina de Portugal
- Retrato de Lorenzo de Urtusaustegui y Lugo Viña
- Autoportret